# Zlotý
Zlotý (polsky złoty [ˈzwɔtɨ] "zlatý", hovorově złotówka [ˈzwɔtuvka]) je jednotka polské měny, má mezinárodní zkratku PLN a dělí se na 100 grošů. V průběhu roku 2017 kurz kolísal mezi 5,997-6,409 CZK za 1 PLN.

## Vznik
Do oběhu byl nově uveden v roce 1924 peněžní reformou ministra financí Władysława Grabského, kdy nahradil polskou marku, prozatímní měnovou jednotku, která prošla hyperinflací na počátku 20. let 20. století. Hodnota nové měny byla stanovena na 0,1687 gramů zlata za 1 zlotý s výměnným kursem 1 zlotý = 1 800 000 polských marek.
Mezi navrhovanými názvy nové měny Druhé polské republiky byl například „lech“, „pol“ i „zlotý“. Z nich byl zvolen nejvíce smysluplný název, tj. zlotý, který navazoval na historickou peněžní jednotku Polského království. Jako nová měnová jednotka byl zlotý schválen Sejmem již 28. února 1919 a krátce nato byly také vytištěny první bankovky této měny (s názvem emisního ústavu Bank Polski, který v té době ještě neexistoval). Vydání těchto nových bankovek, zavedení nové měny a založení Banku Polského bylo však odloženo až na období po dosažení určité ekonomické a finanční stabilizace, což v praxi nastoupilo až v roce 1924. Do té doby zůstala tedy prozatímní měnovou jednotkou polská marka s emisním ústavem Polska Krajowa Kasa Pożyczkowa (PKKP).

## Předchůdci
Jako zloté byly již v 14. a 15. století označovány zahraniční zlaté dukáty, které byly v oběhu v Polsku, zprvu dělené na 14 grošů. Rozhodnutím Sejmu z roku 1496 byl pevně stanoven kurz zlotého na 30 grošů. V průběhu času nebylo možno tento kurz udržet, zejména z důvodu změn parity ceny zlata a stříbra. Proto začala být početní peněžní jednotka, která odpovídala 30 grošům, označována jako polský zlotý nebo floren, zatímco zlaté dukáty začaly být označovány názvem červený zlotý. V 18. století byla hodnota 1 červeného zlotého rovna 4–6 polským zlotým. Do té doby byl tedy polský zlotý pouze početní (teoretickou) měnovou jednotkou.
Teprve při měnové reformě krále Stanislava Augusta roku 1766 se polský zlotý stal reálnou základní měnovou jednotkou o kurzu 30 grošů. Tento stav přetrval i v historických obdobích Varšavského knížectví a Kongresového království. Varšavská mincovna razila zloté až do roku 1841. V době německé okupace za druhé světové války zůstal zlotý měnovou jednotkou na území Generálního gouvernementu.

## Reforma PLZ > PLN
Z důvodu vysoké inflace na počátku 90. let byla 1. ledna 1995 provedena v Polsku denominace zlotého o čtyři nuly (1 PLN = 10 000 PLZ). Měna tehdy obdržela nový kód ISO 4217 – PLN. V době druhé republiky i v poválečné době nadále razí mince Varšavská mincovna.
Součet hodnot všech dnešních polských platných mincí a bankovek činí 888,88 zł.

### Mince
V polském oběhu se používá nyní platných mincí devíti nominálních hodnot: 1 gr, 2 gr, 5 gr, 10 gr, 20 gr, 50 gr, 1 zł, 2 zł a 5 zł.
Líce všech polských mincí od roku 1995 ukazují státní znak Polska - Bílou orlici s korunou, polský název státu (RZECZPOSPOLITA POLSKA) a rok ražby. V roce 2013 byl vytvořen nový vzor aversu - státní název a rok pod orlici - který o rok později byl představen u mincí s nominální hodnotou 1 groš, 2 groše a 5 grošů, a v roce 2017 objevil se také na mincích 10 grošů, 20 grošů, 50 grošů a 1 zlotý. Dřívější vzor lícové strany - orlice obklopená rokem zdola a názvem státu z jiných stránek - je zachován na mincích 2 zł a 5 zł. Mince se starým lícem jsou stále v oběhu (přestože obecně je veřejností strana mince se státním znakem a letopočtem ražby vnímána jako "rub" a strana s vyznačenou nominální hodnotou jako "líc", ve skutečnosti je to naopak - "líc" čili numismaticky "avers" mince ukazuje stranu s vyznačeným názvem státu a státním symbolem, "rub" čili "revers" potom ukazuje nominální hodnotu a případný výtvarně-symbolický prvek).
| Denominace       | Ražena od                                      | Vydávaná od   | Průměr                                   | Hmotnost | Materiál                                       | Barva                           | Hrana                            | Návrh |
| ---------------- | ---------------------------------------------- | ------------- | ---------------------------------------- | -------- | ---------------------------------------------- | ------------------------------- | -------------------------------- | --- |
| 1 groš (1 gr)    | 1990 (Reedice: 3. března 2014)                 | 1. ledna 1995 | 15,5 mm                                  | 1,64 g   | ocel pokovená mosazí (do 2014 manganová mosaz) | hnědá/měděná                    | vroubkovaná                      | Revers do 2014: Stanisława Wątróbska-Frindt Revers od 2014: Sebastian Mikołajczak Avers: Ewa Tyc-Karpińska |
| 2 groše (2 gr)   | 1990 (Reedice: 3. března 2014)                 | 1. ledna 1995 | 17,5 mm                                  | 2,13 g   | ocel pokovená mosazí (do 2014 manganová mosaz) | hnědá/měděná                    | hladká                           | Revers do 2014: Stanisława Wątróbska-Frindt Revers od 2014: Sebastian Mikołajczak Avers: Ewa Tyc-Karpińska |
| 5 grošů (5 gr)   | 1990 (Reedice: 3. března 2014)                 | 1. ledna 1995 | 17,5 mm                                  | 2,59 g   | ocel pokovená mosazí (do 2014 manganová mosaz) | hnědá/měděná                    | střídavě hladká a vroubkovaná    | Revers do 2014: Stanisława Wątróbska-Frindt Revers od 2014: Sebastian Mikołajczak Avers: Ewa Tyc-Karpińska |
| 10 grošů (10 gr) | 1990 (Reedice: 15. února 2017 a 2. ledna 2020) | 1. ledna 1995 | 16,5 mm                                  | 2,51 g   | ocel pokovená mědí a niklem (do 2020 mědinikl) | stříbrná                        | střídavě hladká a vroubkovaná    | Revers do 2017: Stanisława Wątróbska-Frindt Revers od 2017: Sebastian Mikołajczak Avers: Ewa Tyc-Karpińska |
| 20 grošů (20 gr) | 1990 (Reedice: 23. ledna 2017 a 2. ledna 2020) | 1. ledna 1995 | 18,5 mm                                  | 3,22 g   | ocel pokovená mědí a niklem (do 2020 mědinikl) | stříbrná                        | vroubkovaná                      | Revers do 2017: Stanisława Wątróbska-Frindt Revers od 2017: Sebastian Mikołajczak Avers: Ewa Tyc-Karpińska |
| 50 grošů (50 gr) | 1990 (Reedice: 23. ledna 2017 a 2. ledna 2020) | 1. ledna 1995 | 20,5 mm                                  | 3,94 g   | ocel pokovená mědí a niklem (do 2020 mědinikl) | stříbrná                        | vroubkovaná                      | Revers do 2017: Stanisława Wątróbska-Frindt Revers od 2017: Sebastian Mikołajczak Avers: Ewa Tyc-Karpińska |
| 1 zlotý (1 zł)   | 1990 (Reedice: 20. února 2017 a 2. ledna 2020) | 1. ledna 1995 | 23 mm                                    | 5 g      | ocel pokovená mědí a niklem (do 2020 mědinikl) | stříbrná                        | střídavě hladká a vroubkovaná    | Revers do 2017: Stanisława Wątróbska-Frindt Revers od 2017: Sebastian Mikołajczak Avers: Ewa Tyc-Karpińska |
| 2 zloté (2 zł)   | 1994                                           | 1. ledna 1995 | 21,5 mm (střed: 12 mm, mezikruh: 9,5 mm) | 5,21 g   | Mezikruh: hliníkový bronz Střed: mědinikl      | Mezikruh: zlatá Střed: stříbrná | hladká                           | Ewa Tyc-Karpińska                                                                                          |
| 5 zlotých (5 zł) | 1994                                           | 1. ledna 1995 | 24 mm (střed: 16 mm, mezikruh: 8 mm)     | 6,54 g   | Mezikruh: mědinikl Střed: hliníkový bronz      | Mezikruh: stříbrná Střed: zlatá | hlavně vroubkovaná, někdy hladká | Ewa Tyc-Karpińska                                                                                          |

### Bankovky
V polském oběhu se dnes používá platných bankovek šesti nominálních hodnot: 10 zł, 20 zł, 50 zł, 100 zł, 200 zł a 500 zł. Prvních pět bylo představeno v roce 1995, zatímco ta poslední v roce 2017. 
Polské bankovky od roku 1994 patrně podléhají autorskému právu, proto zde nejsou vyobrazeny. Současné platné bankovky navrženy Andrzejem Heydrichem jsou vydávané od roku 1995 a ukazují obrazy polských vládců.
| Denominace           | Vydávaná od    | Rozměry     | Barva           | Označení pro nevidomé         | Vládce                |
| -------------------- | -------------- | ----------- | --------------- | ----------------------------- | --------------------- |
| 10 zlotých (10 zł)   | 1. ledna 1995  | 120 × 60 mm | hnědá           | čtverec                       | Měšek I.              |
| 20 zlotých (20 zł)   | 1. ledna 1995  | 126 × 63 mm | nachová         | kruh                          | Boleslav I. Chrabrý   |
| 50 zlotých (50 zł)   | 1. ledna 1995  | 132 × 66 mm | modrá           | kosočtverec                   | Kazimír III. Veliký   |
| 100 zlotých (100 zł) | 1. června 1995 | 138 × 69 mm | zelená          | kříž                          | Vladislav II. Jagello |
| 200 zlotých (200 zł) | 1. června 1995 | 144 × 72 mm | žlutá           | trojúhelník                   | Zikmund I. Starý      |
| 500 zlotých (500 zł) | 10. února 2017 | 150 x 75 mm | červená a hnědá | dvě rovnoběžné vodorovné čáry | Jan III. Sobieski     |

## Historické bankovky

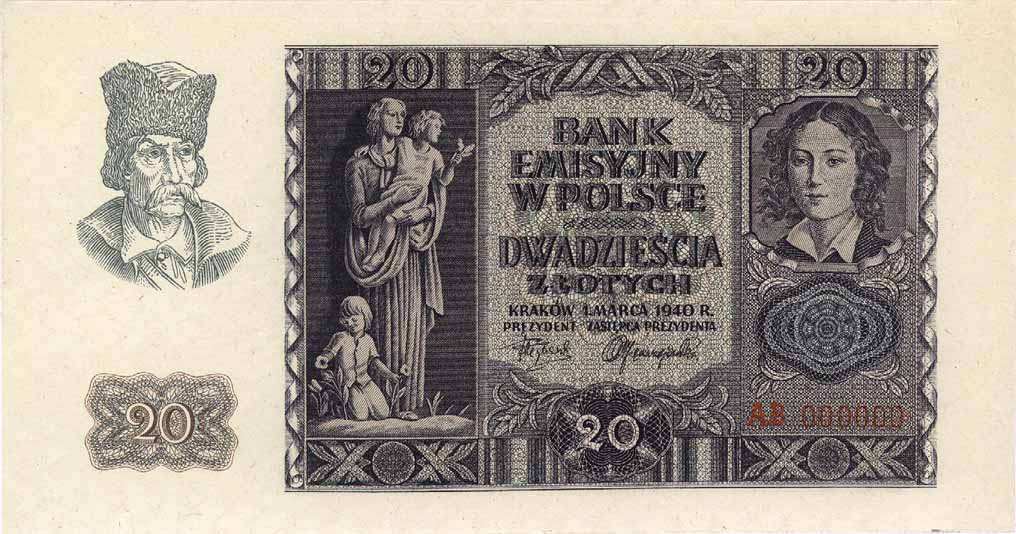
Bankovka 20 zlotých (bez orla), vzor 1940 vydaná německou okupační vládou